# Weilheimer Hütte

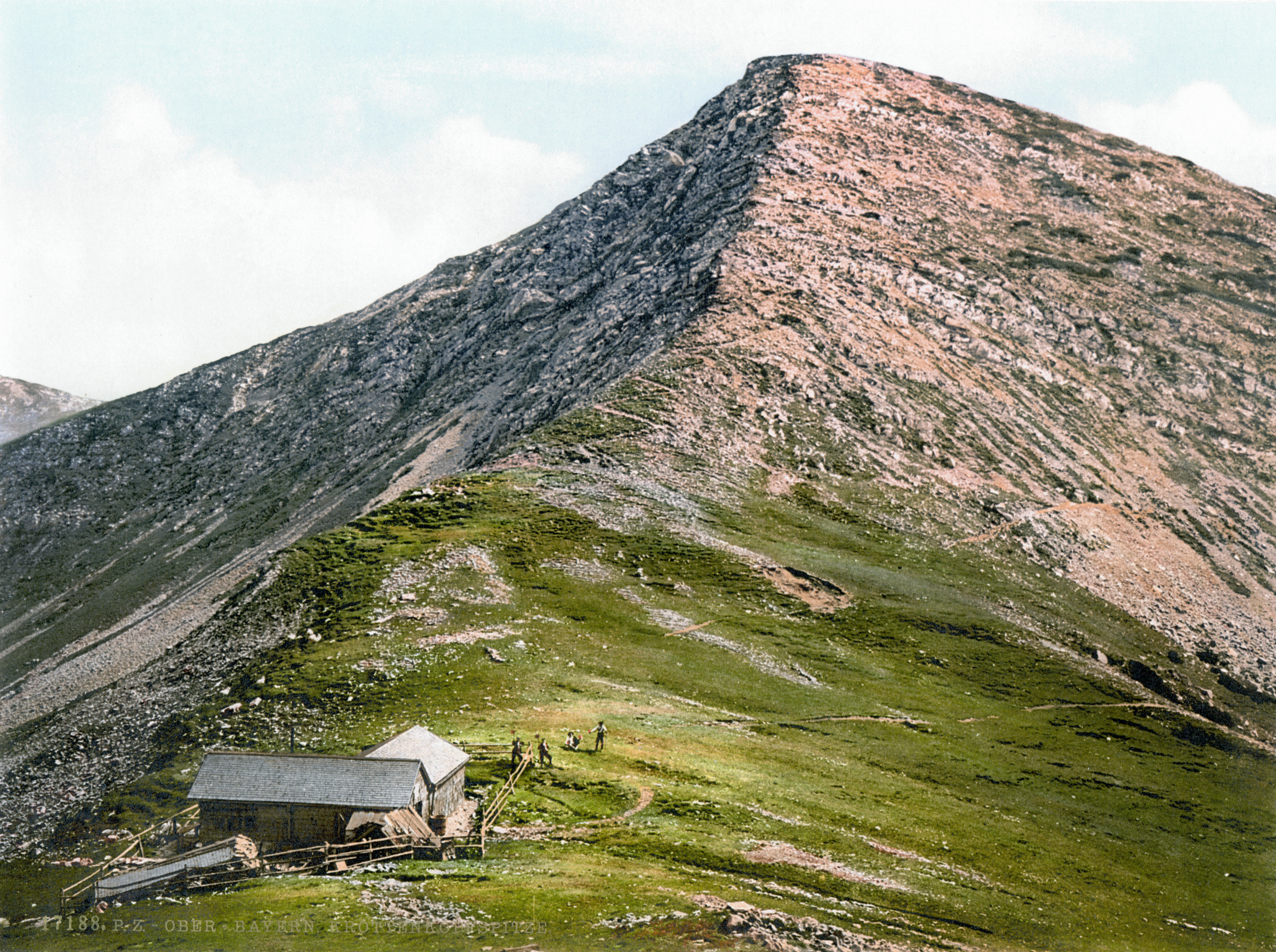
Weilheimer Hütte mit Krottenkopf um 1900

Die Weilheimer Hütte (auch als Krottenkopf-Hütte bezeichnet) ist eine Schutzhütte der Sektion Weilheim des Deutschen Alpenvereins. Sie liegt auf 1955 m ü. NHN Höhe im Estergebirge in den Bayerischen Voralpen am Krottenkopf und ist Stützpunkt für zahlreiche Touren in der Region sowohl im Sommer als auch im Winter.

## Geschichte
Im Jahre 1883 erbaute die Sektion „Weilheim-Murnau“ des Deutschen und Österreichischen Alpenvereins eine Hütte unterhalb des Gipfels, die am 8. Juli 1883 eröffnet, im nächsten Winter aber schon zerstört wurde. Die neue, an einer günstigeren Stelle erbaute Hütte wurde am 5. Juli 1884 eröffnet. Im selben Jahr wurde auch ein Weg über die Pustertalalm zur Hütte erbaut.
1970 wurde eine Materialseilbahn zur Versorgung der Hütte errichtet. Ab 1990 wurde der Küchentrakt erneuert, eine biologische Kläranlage erbaut, der Generator auf Biodiesel umgestellt und Solarzellen mit Akkus und eine Windkraftanlage für die Stromversorgung errichtet.
Ein neuer Winterraum neben der Hütte wurde 2002 fertiggestellt, und im Jahr 2003 erfolgte der Einbau einer Solaranlage zur Warmwassererzeugung.

## Zugänge
Die Hütte ist u. a. zu erreichen:
- von der Gipfelstation der Wank-Bahn (1780 m) über die Esterbergalm in einer Gehzeit von ca. 3 Stunden,
- von Garmisch-Partenkirchen (700 m) ebenfalls über die Esterbergalm in einer Gehzeit von ca. 4 Stunden,
- von Oberau in einer Gehzeit von ca. 3 Stunden,
- von Farchant über den Hohen Fricken in einer Gehzeit von ca. 4 Stunden,
- von Krün (Gehzeit ca. 5 Stunden) oder Klais (attraktiv im Abstieg, mit Bad im Barmsee),
- von Wallgau über die Neulänger Alm und Kühalpe in einer Gehzeit von ca. 5 Stunden,
- von Eschenlohe unter Überschreitung der Hohen Kisten.

## Touren

### Gipfelbesteigungen
Gipfel in der näheren Umgebung der Hütte sind:
- Krottenkopf (2086 m), ca. ½ Stunde Gehzeit
- Oberer Risskopf, (2050 m), ca. ¼ Stunde Gehzeit
- Bischof (2033 m), ca. 2½ Stunden Gehzeit
- Hoher Fricken (1940 m), ca. 1½ Stunden Gehzeit

### Überquerungen
Die Hütte dient als zentraler Stützpunkt für zahlreiche Überschreitungen des Estergebirges, zum Beispiel zum Wankhaus (1780 m, ca. 3 Stunden Gehzeit).